# Troilite
A troilote é um mineral de sulfeto de ferro (FeS), do grupo da pirrotite. Ocorre com várias cores, como o cinzento-acastanhado ou o castanho-bronze, tem dureza na escala de Mohs entre 3,5 e 4 e cristaliza no sistema hexagonal. Tem lustre metálico, risca negra com tom acastanhado e é opaco. Ao contrário da pirrotite não é magnética. Pode apresentar-se sob os hábitos maciço, tabular, foliado ou granular. Tem densidade média igual a 4,61 g/cm3.
Nomeada em homenagem a Domenico Troili, que notou a sua presença num meteorito caído em Albareto, Itália, em 1766, apesar de a ter confundido com pirite (FeS2). Cerca de um século mais tarde descobriu-se que se tratava de sulfeto estequiométrico (FeS). 

## Ocorrência
As ocorrências terrestres não são comuns, restringindo-se a alguns serpentinitos estratificados de intrusões ultramáficas. Encontrada em grande número de meteoritos. 